# Robert Gunning

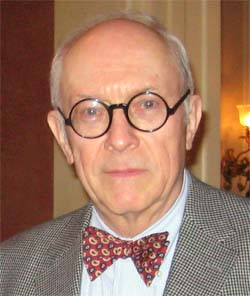
Robert Gunning (2008)

Robert Clifford Gunning (* 27. November 1931 in Longmont, Colorado) ist ein US-amerikanischer Mathematiker, der sich mit komplexer Analysis beschäftigt.

## Leben und Wirken
Robert Gunning studierte an der University of Colorado (Bachelor 1952) und der Princeton University, wo er 1953 seinen Master-Abschluss machte und 1955 bei Salomon Bochner promoviert wurde (A classification of factors of automorphy). Danach war er an der University of Chicago und ab 1956 Higgins-Lecturer an der Princeton University. 1957 wurde er dort Assistant Professor, 1962 Associate Professor und 1966 Professor. 1989 bis 1995 war er Dean der mathematischen Fakultät. Er war Gastprofessor in São Paulo (1958), Cambridge (1959/60), München (1967), Oxford (1968), Boulder (1970), Los Angeles (1972).
Gunning ist als Verfasser mehrerer Lehrbücher über komplexe Analysis bekannt.
1958 bis 1961 war er Sloan Research Fellow. 2003 erhielt er den Preis der Universität Princeton für herausragende Lehre. Zeitweise war er Herausgeber bei Princeton University Press und von deren Annals of Mathematical Studies. Er gab auch die gesammelten Aufsätze seines Lehrers Salomon Bochner heraus. 1970 war er Invited Speaker auf dem Internationalen Mathematikerkongress in Nizza (Some multivariable problems arising from Riemann surfaces). Er ist Fellow der American Mathematical Society.
Zu seinen Doktoranden zählen Richard S. Hamilton, Yum-Tong Siu und Sheldon Katz.

## Schriften (Auswahl)
- Introduction to holomorphic functions of several variables. 3 Bände, Wadsworth and Brooks/Cole, 1990.
- mit Hugo Rossi Analytic functions of several complex variables. Prentice-Hall 1965.
- Riemann Surfaces and generalized Theta Functions. Springer, Ergebnisse der Mathematik und ihrer Grenzgebiete, 1976.
- Lectures on Vector Bundles over Riemann Surfaces. Princeton University Press 1967.
- Lectures on Riemann Surfaces. Princeton University Press 1966.